# تن بزرگ
تن بزرگ (به انگلیسی: Long ton) که با نام تن سلطنتی شناخته می‌شود، نام تنی در آوواردوپوآ یا دستگاه امپراتوری است که سابقا در بریتانیا و شماری از اتحادیه کشورهای همسود استفاده می‌شد. یک تن بزرگ برابر با ۲٬۲۴۰ پوند (۱٬۰۱۶ کیلوگرم) ۱۲٪ بزرگتر از یک تن کوچک و ۱٫۶٪ بزرگتر از ۱٬۰۰۰-کیلوگرم (۲٬۲۰۵-پوند) تن, یا ۳۵ فوت مکعب (۰٫۹۹۱۱ متر مکعب) آب شور با غلظت ۶۴ پوند بر فوت مکعب (۱٫۰۲۵ گرم بر میلی‌لیتر). است هنوز این تن به طور محدود در آمریکا در کشتی‌رانی کاربرد دارد.
از سال ۱۹۸۵ این تن از تجارت در بریتانیا کنار گذاشته شد.

## تعریف
- یک تن بزرگ دقیقا برابر با ۲٬۲۴۰ پوند تعریف می‌شود.
- هر پوند ۴۵۳٫۵۹۲۳۷ گرم است.
- هر تن بزرگ ۱٬۰۱۶٬۰۴۶٫۹۰۸۸ گرم است  ۱٬۰۱۶ kg – نزدیک به یک تن متریک.